# Milton Hall
Milton Hall, cerca de Peterborough, es la casa privada más grande de Cambridgeshire (Inglaterra). Como parte del Soke de Peterborough, anteriormente formaba parte de Northamptonshire. Data de 1594 y es la residencia histórica de la familia Fitzwilliam. Está situada en un extenso parque en el que sobreviven algunos robles originales de un antiguo parque de ciervos Tudor. La casa es un edificio catalogado de Grado I; el jardín es de grado II *.
Los jardines y terrenos de recreo de Milton Park están a unas 3 millas (5 km) del centro de la ciudad de Peterborough, saliendo de la carretera A47, y se extienden aproximadamente 35 acres (14,2 ha) al sur de la casa. Hay vistas al parque desde ambos lados de la casa. La casa y los terrenos son privados y no están abiertos al público; sin embargo, Peterborough Milton Golf Club tiene un campo de parque par 71 ubicado en los terrenos de la finca, y muchos de los hoyos se juegan a la vista de Milton Hall. 

## Historia

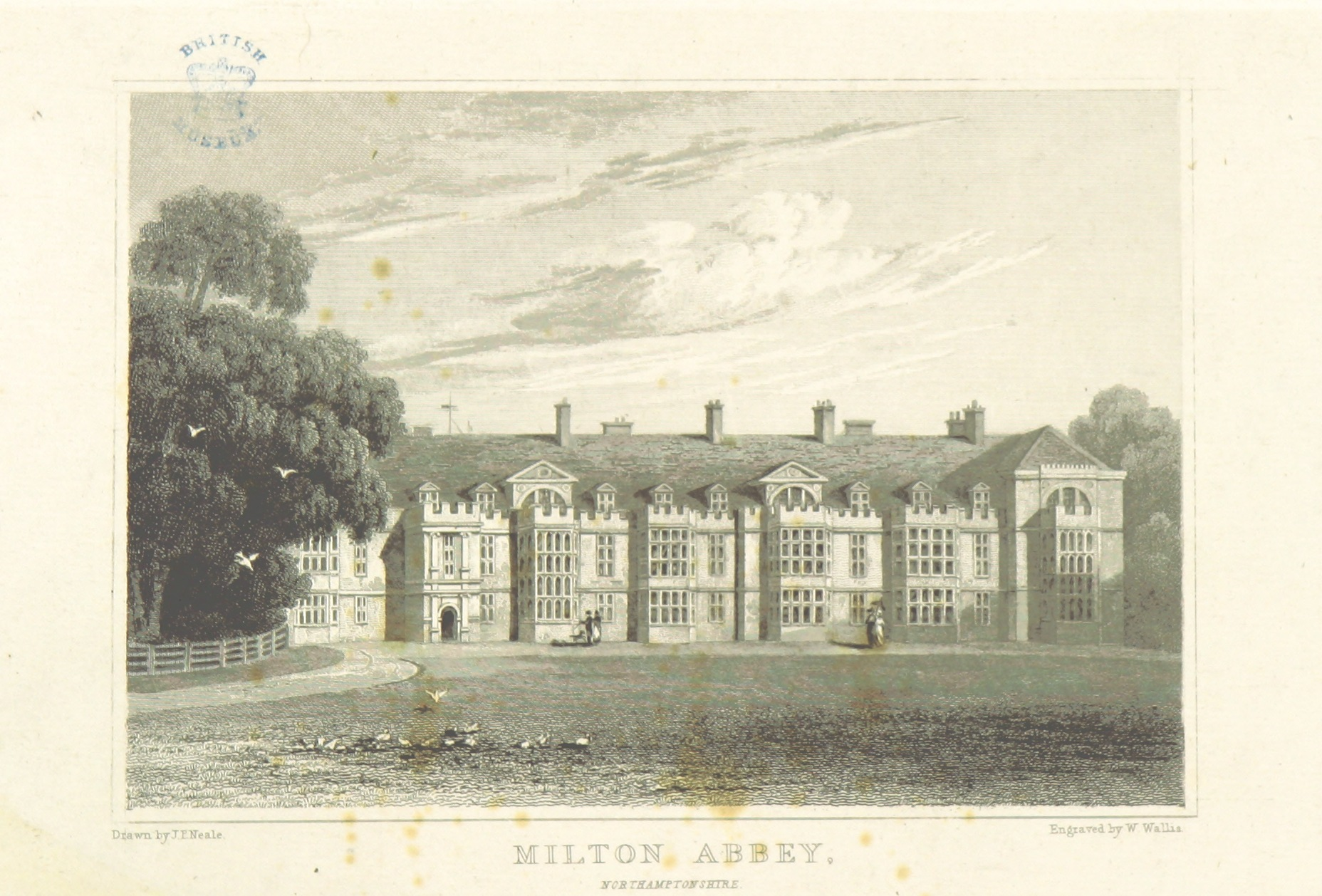
El frente norte de "Milton Abbey" por John Preston Neale del volumen 3 de Vistas de los asientos de nobles y caballeros en Inglaterra, Gales, Escocia e Irlanda (1818)

En la Edad Media, Milton era una aldea en la parroquia de Castor. La mansión de Milton fue comprada a Robert Wittlebury en 1502 por Sir William Fitzwilliam, un rico comerciante de una antigua familia de Yorkshire. Fue nombrado caballero en 1515 y murió en 1534.
Las partes más antiguas fueron construidas en la década de 1590 por el nieto de William, William Fitzwilliam 3º y Lord Diputado de Irlanda, quien también comenzó a diseñar los terrenos. Fue sucedido en 1599 por su hijo, William 4ª, quien continuó trabajando y posiblemente desarrolló los jardines. A su muerte en 1618, fue sucedido por su hijo, más tarde el primer barón Fitzwilliam, cuya nieta Jane se casó con Sir Christopher Wren. Un plano fechado en 1643 registra los terrenos, en este momento encerrados por un foso y que contienen patios, estanques de peces, huertos y jardines.
El tercer barón fue elevado a vizconde de Milton y conde de Fitzwilliam, y fue él quien añadió los imponentes establos hacia 1690, eligiendo a William Talman y John Sturges como sus arquitectos. John Fitzwilliam, el segundo conde, tuvo éxito en 1719 y al año siguiente completó una ampliación de los establos y continuó el trabajo que su padre había empezado para ampliar los terrenos y modificar los jardines del sur para incluir los recintos amurallados que se conservaban.

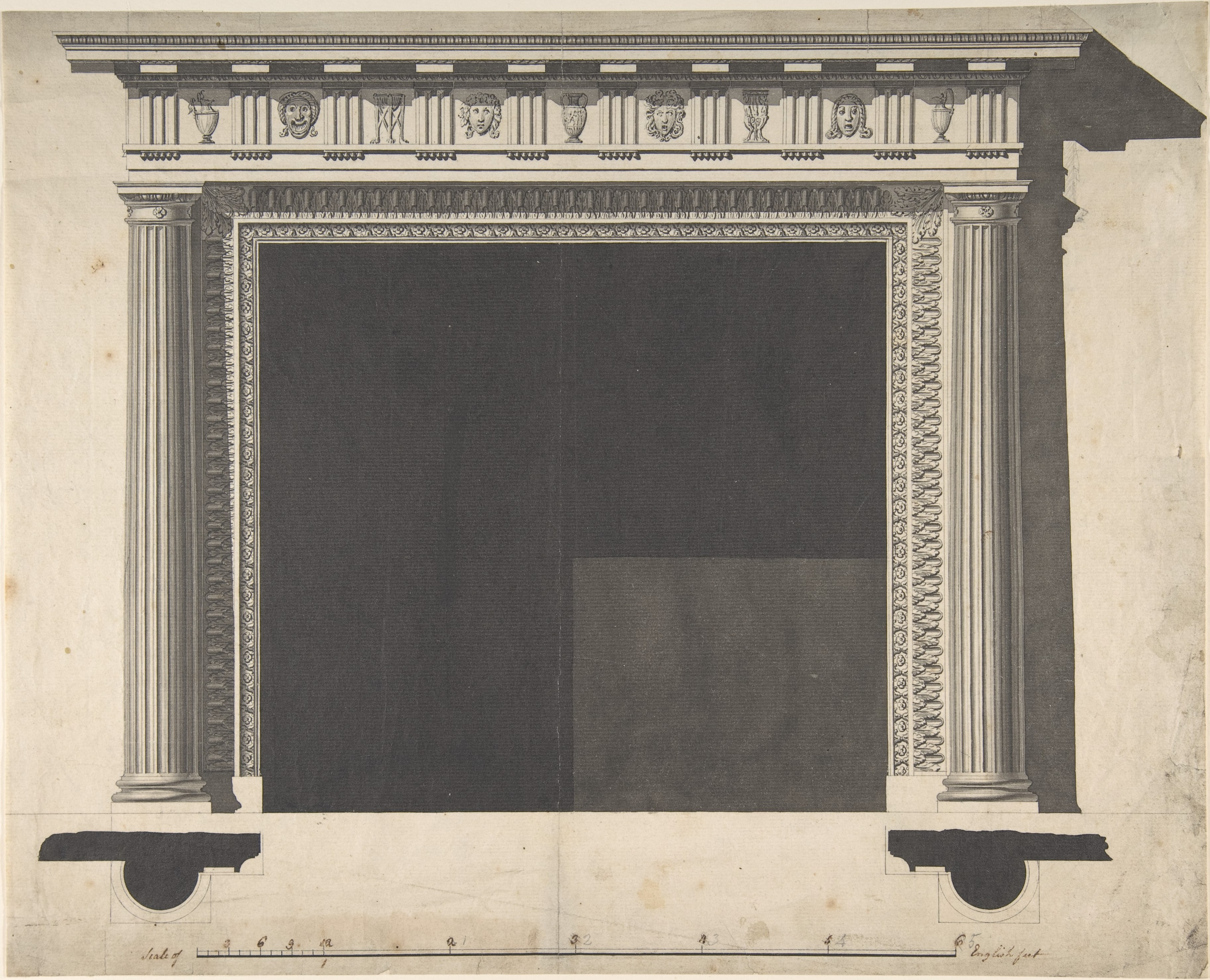
Diseño para una pieza de chimenea, para el salón, Milton Park, Northamptonshire por Sir William Chambers

El hijo de John, William, el tercer conde, se casó con Lady Anne Wentworth, hija del primer marqués de Rockingham. En 1750, después de proyectos fallidos encargados por su abuelo y padre a Talman, Gibbs y Brettingham para modernizar el palacio, el tercer conde contrató al arquitecto de Lord Rockingham, Henry Flitcroft, para comenzar las obras, y se agregó una nueva fachada sur. Tras la muerte del tercer conde en 1756, Sir William Chambers completó el trabajo para su hijo William, el cuarto conde, en 1773. En 1782, sin embargo, el cuarto conde sucedió a Wentworth Woodhouse a la muerte de su tío, el segundo Lord Rockingham, y este se convirtió en su asiento principal, se manera que la familia se trasladaba a Milton solo durante el invierno para la caza. Para facilitar esto, encargó a Humphry Repton (1752-1818) que ofreciera consejos sobre mejoras en los terrenos en 1791.
El cuarto conde murió en 1833 a la edad de 85 años, dejando sus propiedades a su único hijo, Lord Milton. Con Wentworth Woodhouse como sede principal de la familia, el quinto conde dejó Milton a su hijo menor, George Wentworth-FitzWilliam, en 1857. George vivió en Milton hasta después de 1912  y se cree que encargó a Harold Peto que hiciese planes para hacer un jardín en el interior de uno de los recintos amurallados del siglo XVIII.

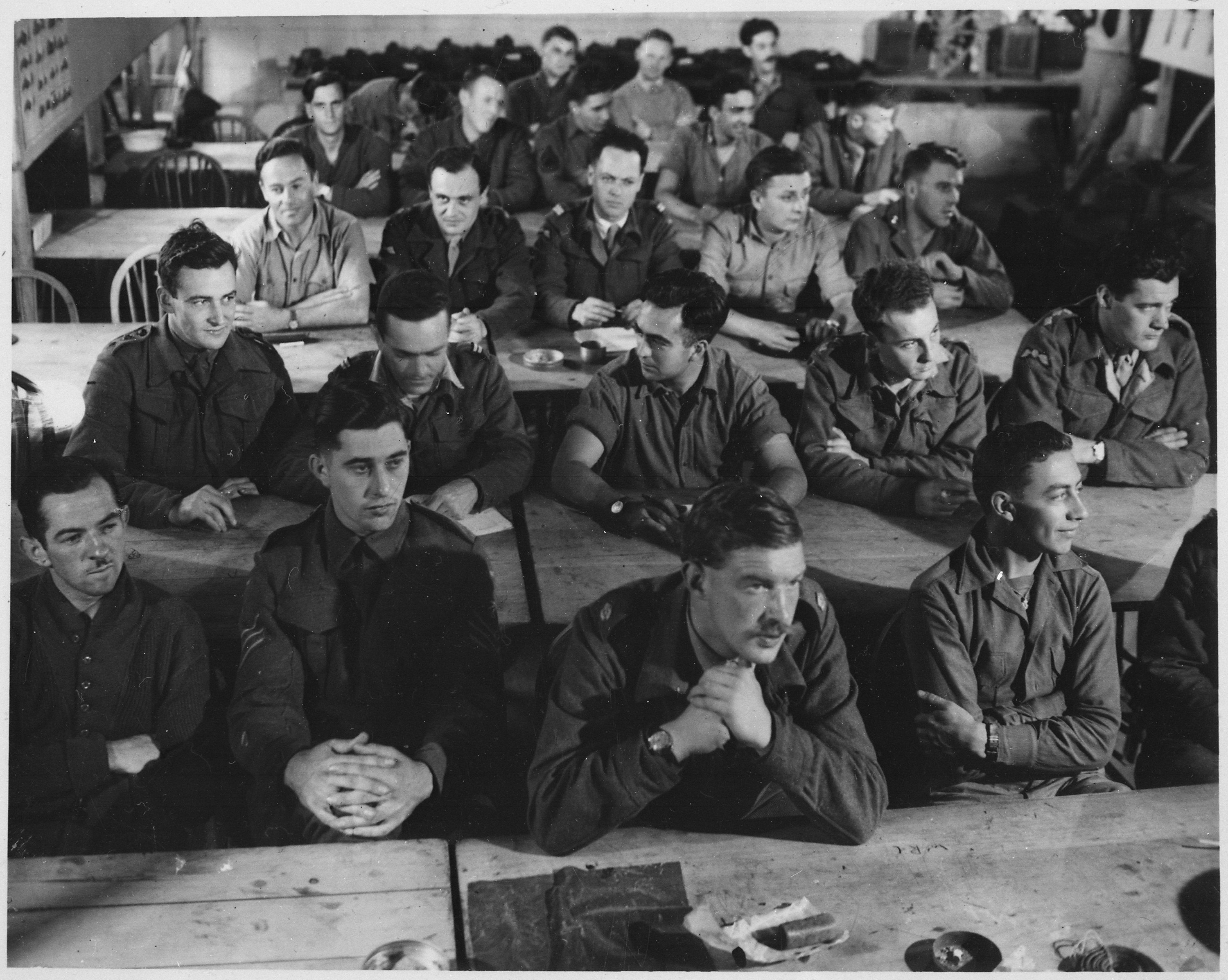
Audiencia en clase de demolición, Milton Hall, circa 1944

Los edificios fueron utilizado por militares durante las dos guerras mundiales. En la Primera Guerra Mundial, se instaló un hospital auxiliar en el palacio. Durante la Segunda Guerra Mundial, parte de la casa y los establos fueron ocupados por el ejército checoslovaco y más tarde por el Ejecutivo de Operaciones Especiales, que se entrenó en los terrenos y bosques antes de lanzarse en paracaídas detrás de las líneas enemigas en Francia, en los días previos al Desembarco de Normandía (ver Operación Jedburgh). Después de la guerra, Lord y Lady Fitzwilliam regresaron a Milton para convertirlo en su hogar. El conde murió en 1979 y la condesa en 1995, momento en el que la propiedad pasó a Sir Philip Naylor-Leyland, cuarto baronet. 
Thomas Wentworth-Fitzwilliam, décimo conde Fitzwilliam (28 de mayo de 1904 - 21 de septiembre de 1979) se casó, en abril de 1956, con Joyce Elizabeth Mary Langdale (1898 - junio de 1995), hija mayor y heredera del teniente coronel Philip Joseph Langdale (1863-1950), OBE, JP, DL, de Houghton Hall, Yorkshire, y anteriormente esposa de Henry FitzAlan-Howard, segundo vizconde FitzAlan de Derwent (1883-1962), de quien se divorció en 1955. Joyce Langdale por su primer matrimonio tuvo dos hijas. La más joven era Elizabeth Anne Marie Gabrielle FitzAlan-Howard (26 de enero de 1934 - 20 de marzo de 1997), quien se casó por primera vez en 1952 con Sir Vivyan Edward Naylor-Leyland, tercer baronet (1924 - 2 de septiembre de 1987). Su hijo y heredero, Sir Philip Vivyan Naylor-Leyland, cuarto baronet (nacido el 9 de agosto de 1953) sucedió a su padre en 1987, y a su abuela y madre en la administración de las propiedades de FitzWilliam. Se casó, en 1980, con Lady Isabella Lambton. El primer matrimonio de Elizabeth-Anne se disolvió en 1960 y se casó, en segundo lugar, en 1975, con Sir Stephen Hastings (4 de mayo de 1921 - enero de 2005).

## Daphne du Maurier
En 1917, cuando la sala albergaba un hospital auxiliar, Daphne du Maurier hizo la primera de varias visitas a Milton a la edad de diez años, junto con su madre y dos hermanas. De la correspondencia en la vida posterior entre du Maurier y el décimo conde se infiere que la felicidad y la libertad experimentadas durante estas visitas de la infancia tuvieron un impacto en la futura escritora que nunca olvidó. Ésta le dijo a Lord Fitzwilliam que cuando escribió Rebecca 20 años después, el interior de Manderley se basó en su recuerdo de las habitaciones y la "sensación de casa grande" de Milton en la Primera Guerra Mundial, y se refirió a Milton en una carta al último Lord Fitzwilliam como "el querido Milton".

## Margaret Thatcher
Durante la Guerra de las Malvinas, el 30 de abril de 1982, la primera ministra Margaret Thatcher y su esposo Denis pasaron la noche en Milton luego de un compromiso en el distrito electoral de Sir Stephen en Bedfordshire. A la mañana siguiente, el primer ministro recibió una llamada para decirle que un Vulcan de la RAF había bombardeado con éxito el aeródromo de Port Stanley .